# Rupprecht Leppla
Rupprecht Leppla (* 14. September 1900 in Charlottenburg; † 25. November 1982 in Wiesbaden) war ein deutscher Bibliothekar und Landeshistoriker.

## Leben
Rupprecht Leppla, Sohn des Landesgeologen August Leppla, studierte nach der Reifeprüfung 1919 an den Universitäten Frankfurt/M. und München die Fächer Germanistik, Romanistik, Kunstgeschichte und Philosophie und promovierte nach dem Staatsexamen für den höheren Schuldienst (1924) im Jahre 1925 an der Universität Frankfurt/M. im Fach Germanistik. Anschließend absolvierte er die Ausbildung für den höheren Bibliotheksdienst an der Landesbibliothek Dresden und der Hessischen Landesbibliothek Wiesbaden  (Fachprüfung 1930). Bis zum Eintritt in den Ruhestand (1965) war er dann als Bibliothekar an der Hessischen Landesbibliothek Wiesbaden tätig, seit 1935 als ihr stellvertretender Direktor. 
Leppla legte zahlreiche Veröffentlichungen zur deutschen Literatur- und Bibliotheksgeschichte vor, besonders zur Literatur- und Kulturgeschichte Nassaus. Seit 1965 wirkte er als Vorsitzender der Gustav-Freytag-Gesellschaft. 

## Schriften (Auswahl)
- Wilhelm Meinhold und die chronikalische Erzählung (= Germanistische Studien, Bd. 54). Ebering, Berlin 1928, Reprint 1967 (Dissertation Universität Frankfurt/M.).
- Die Landesbibliothek als Gattung. In: Hermann Neubert (Hrsg.): Festschrift Martin Bollert zum 60. Geburtstag. Jeß, Dresden 1936, S.
- Erich Liesegang 1860–1931. In: Nassauische Lebensbilder, Bd. 4 (1950), S. 253–263.
- Der Nachlaß Otto Hartwigs. In: Zeitschrift für Bibliothekswesen und Bibliographie, Bd. 1 (1954), S. 257–265.
- Antonius van der Linde 1833–1897. In: Nassauische Lebensbilder, Bd. 5 (1955), S. 233–245.
- Johanna und Gottfried Kinkels Briefe an Kathinka Zitz. Schwippert, Bonn 1958.
- Friedrich von Bodenstedt 1819–1892. In: Nassauische Lebensbilder, Bd. 6 (1961), S. 215–237.
- (mit Franz Götting): Geschichte der nassauischen Landesbibliothek zu Wiesbaden und der mit ihr verbundenen Anstalten 1813–1914 (= Veröffentlichungen der Historischen Kommission für Nassau, Bd. 15). Wiesbaden 1963.
- (Übers.): André François-Poncet / Der Weg von Versailles bis Potsdam. Die Geschichte der Jahre 1919 bis 1945. Mainz 1964.
- (Hrsg.): Carl Justi – Otto Hartwig, Briefwechsel 1858–1903 (= Veröffentlichungen des Stadtarchivs Bonn, Bd. 5). Röhrscheid, Bonn 1968.
- Gustav Freytag sammelt Flugschriften. Aus den Briefen an seinen Neffen Friedrich Franz Freytag. In: Nassauische Annalen, Bd. 84 (1973), S. 218–223.
- Gustav Freytag, Rochus von Liliencron und die Allgemeine Deutsche Biographie mit bisher ungedruckten Briefen Liliencrons. In: Gustav-Freytag-Blätter, Bd. 17/18 (1973/74), S. 26–33.